# تریلی، کرواسی

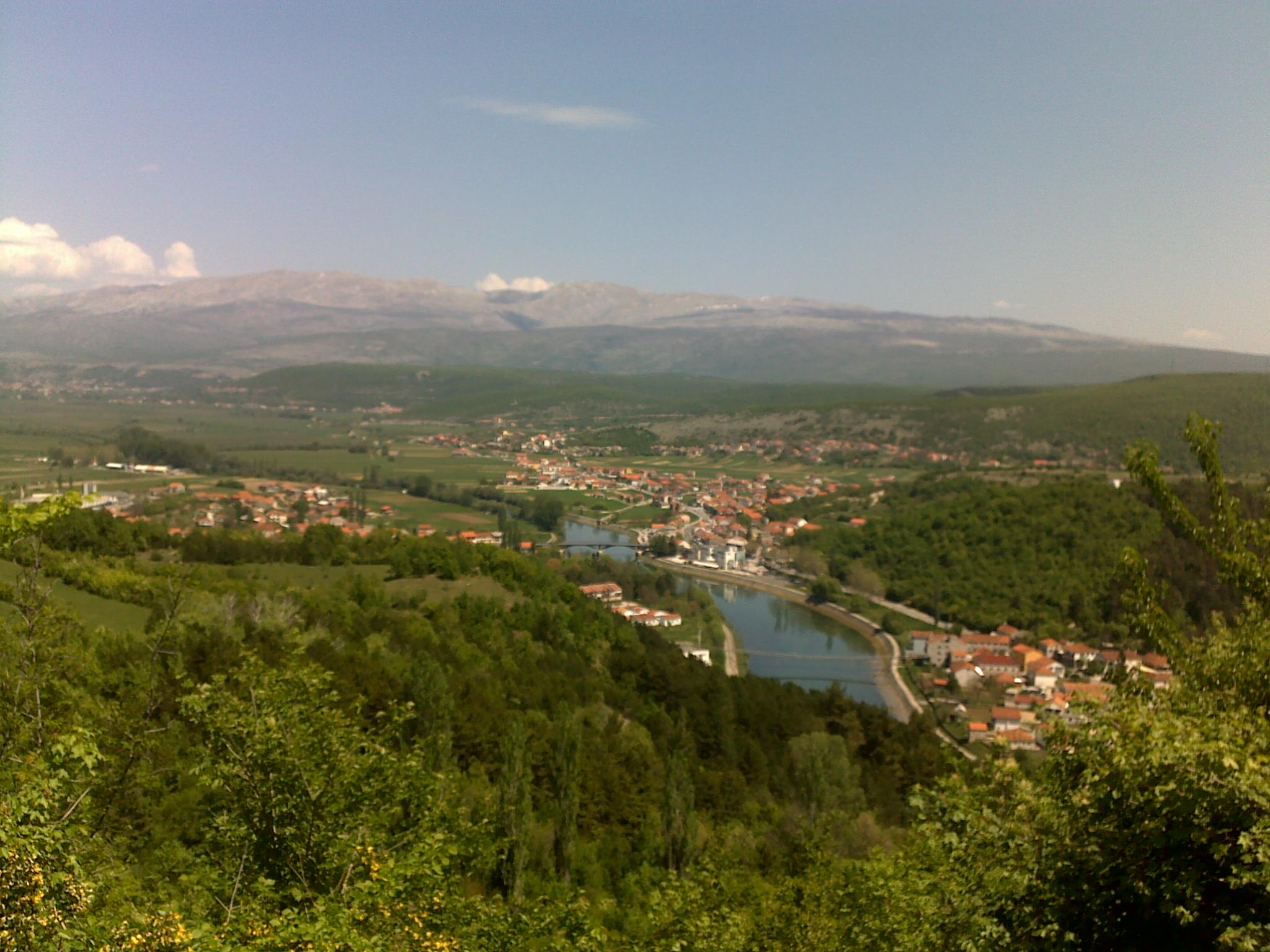
نمایی از شهر تْریلْی در در ایالت اسپلیت-دالماتیا، کرواسی - ۲۰۱۲

تْریلْی (به کرواتی: Trilj) شهری در ایالت اسپلیت-دالماتیا کشور کرواسی است که جمعیت آن در سال ۲۰۱۱ میلادی ۱۰٬۴۶۶ نفر بوده‌است.